# Gaspar de Villalón
Gaspar de Villalón (? - València, 1622) fou un poeta en llengua castellana.
Fou un dels fundadors de l'Acadèmia dels Nocturns, grup d'escriptors, intel·lectuals i poetes que es reunien una vegada per setmana de nit en el Palau de los Català de Valeriola per llegir critiques, poesies, assaigs, etc. A les sessions del grup hi assistien sota pseudònim (el pseudònim de Gaspar de Villalón era Tinieblas).
Cavaller de l'orde de Montesa i de Sant Jordi d'Alfama, en morir va deixar els seus béns a l'orde.